# Уравнение Бете — Солпитера
Уравнение Бете — Солпитера, названое в честь Х. Бете и Э. Солпитера, описывает связанные состояния двухчастичной квантовополевой системы в релятивистски ковариантной форме. Уравнение было впервые опубликовано в 1950 году в конце статьи Ёитиро Намбу, но без вывода.

## Интегральная форма записи уравнения Бете — Солпитера
Основным методом решения задач со взаимодействием, бесспорно, является теория возмущений, однако это далеко не единственный метод. Существуют, так называемые, непертурбативные методы и один из них ведет к уравнению Бете — Солпитера. Рассматривается система двух связанных фермионов. В свободной теории, как известно, для одночастичной волновой функции {\displaystyle \psi _{a}} (где {\displaystyle a} — спинорный индекс) пропагатор определяется следующим образом:
{\displaystyle \psi (x_{2})=-i\int {d\sigma {(x_{1})}S_{F}{(x_{2},x_{1})}n\!\!\!/(x_{1})\psi (x_{1})}},
Тут используется запись с использованием «перечёркнутых матриц», {\displaystyle n(x_{1})} — 4-х вектор внешней нормали. Интегрирование ведется по поверхности объёма, включающего в себя событие {\displaystyle x_{2}}, {\displaystyle S_{F}}. — фейнмановский пропагатор. В случае невзаимодействующих частиц он определяется как решение следующего уравнения:
{\displaystyle (i\nabla \!\!\!/'-m_{0})S_{F}=\delta ^{4}(x'-x)\qquad (1)},
Аналогично пропагатору для одночастичной волновой функции, можно определить пропагатор для двучастичной волновой функции следующим выражением:
{\displaystyle \psi _{ab}(x_{3},x_{4})=\int {d\sigma {(x_{1})}d\sigma {(x_{2})}S^{ab}{(x_{3},x_{1}x_{4},x_{2})}n\!\!\!/(x_{1})n\!\!\!/(x_{2})\psi _{ab}(x_{1},x_{2})}\qquad (2)},
Здесь {\displaystyle \psi _{ab}} — спинор, обладающий двумя спинорными индексами {\displaystyle a,b}. В случае невзаимодействующих частиц, двучастичная волновая функция распадается в произведение одночастичных, а пропагатор в произведение пропагаторов:
{\displaystyle S^{0ab}(x_{3},x_{4};x_{1},x_{2})=iS_{F}^{a}(x_{3},x_{1})S_{F}^{b}(x_{4},x_{2})}
Однако это самый тривиальный случай. Теперь же «включим» электромагнитное взаимодействие между двумя частицами. Если бы мы следовали идеологии теории возмущений, то получили бы, следуя Фейнману, {\displaystyle S^{ab}} представляется в виде:
{\displaystyle S^{ab}(x_{3},x_{4};x_{1},x_{2})=iS_{F}^{a}(x_{3},x_{1})S_{F}^{b}(x_{4},x_{2})+\Sigma }
Под {\displaystyle \Sigma } понимается сумма всевозможных диаграмм, получаемых из теории возмущения. Основная идея, приводящая к уравнению заключается в том, что всю сумму диаграмм мы обозначаем, как некоторое ядро {\displaystyle K}. Мы будем называть диаграмму приводимой, если после удаления двух фермионных линий она становится несвязной. Тогда {\displaystyle K} можно представить в виде суммы двух вкладов: вклада приводимых диаграмм и вклада неприводимых диаграмм {\displaystyle {\overline {K}}}. Можно показать, что выражение для {\displaystyle S^{ab}(x_{3},x_{4};x_{1},x_{2})} может быть переписано как:
{\displaystyle S^{ab}(x_{3},x_{4};x_{1},x_{2})=iS_{F}^{a}(x_{3},x_{1})S_{F}^{b}(x_{4},x_{2})+\int {d^{4}x_{5}d^{4}x_{6}d^{4}x_{7}d^{4}x_{8}\cdot iS_{F}^{a}(x_{3},x_{5})iS_{F}^{b}(x_{4},x_{6}){\overline {K}}^{ab}(x_{5},x_{6};x_{7},x_{8})S^{ab}(x_{7},x_{8};x_{1},x_{2})}}
Подставляя это выражение в {\displaystyle (2)} получаем уравнение Бете — Солпитера:
{\displaystyle \psi _{ab}(x_{1},x_{2})=\varphi _{ab}(x_{1},x_{2})+\int {d^{4}x_{3}d^{4}x_{4}d^{4}x_{5}d^{4}x_{6}\cdot iS_{F}^{a}(x_{1},x_{5})iS_{F}^{b}(x_{2},x_{6}){\overline {K}}^{ab}(x_{5},x_{6};x_{3},x_{4})\psi _{ab}(x_{3},x_{4})}\qquad (3)}
В этом выражении {\displaystyle \varphi _{ab}} — свободная двучастичная волновая функция, то есть волновая функция в отсутствии взаимодействия между частицами. Таким образом, получили интегральное уравнение Фредгольма II рода.

## Интегро-дифференциальная форма записи уравнения Бете — Солпитера. Запись в p-пространстве
Подействуем теперь на уравнение Бете-Солпитера операторами {\displaystyle (i\nabla \!\!\!/_{1}-m_{a}),(i\nabla \!\!\!/_{2}-m_{b})}, в силу {\displaystyle (1)} получим следующее выражение:
{\displaystyle (i\nabla \!\!\!/_{1}-m_{a})(i\nabla \!\!\!/_{2}-m_{b})\psi _{ab}(x_{1},x_{2})=-\int {d^{4}x_{3}d^{4}x_{4}{\overline {K}}^{ab}(x_{1},x_{2};x_{3},x_{4})\psi _{ab}(x_{3},x_{4})}}
Соответственно вместо интегрального уравнения типа Фредгольма, мы получаем интегро-дифференциальное уравнение на двухчастичную волновую функцию {\displaystyle \psi _{ab}(x_{1},x_{2})}. Ещё одной возможной формой записи уравнения Бете-Солпитера, является запись в импульсном пространстве, а именно, определим преобразование Фурье двухчастичной волновой функции {\displaystyle \psi _{ab}(x_{1},x_{2})} следующим образом:
{\displaystyle \chi _{ab}(p_{1},p_{2})={\frac {1}{(2\pi )^{4}}}\int {d^{4}x_{1}d^{4}x_{2}\cdot e^{i(p_{1}x_{1}+p_{2}x_{2})}\psi _{ab}{(x_{1},x_{2})}}}
Фурье преобразования самого уравнения Бете-Солпитера запишется следующим образом:
{\displaystyle {\frac {1}{(2\pi )^{4}}}\int {d^{4}x_{1}d^{4}x_{2}e^{i(p_{1}x_{1}+p_{2}x_{2})}(i\nabla \!\!\!/_{1}-m_{a})(i\nabla \!\!\!/_{2}-m_{b})\psi _{ab}(x_{1},x_{2})}=-{\frac {1}{(2\pi )^{4}}}\int {d^{4}x_{1}d^{4}x_{2}d^{4}x_{3}d^{4}x_{4}e^{i(p_{1}x_{1}+p_{2}x_{2})}{\overline {K}}^{ab}(x_{1},x_{2};x_{3},x_{4})\psi _{ab}(x_{3},x_{4})}}
В левой части можно перенести градиенты на экспоненту при помощи интегрирования по частям. Также добавим в правую часть две дельта-функции. Получим:
{\displaystyle {\frac {1}{(2\pi )^{4}}}\int {d^{4}x_{1}d^{4}x_{2}\left[(i\nabla \!\!\!/_{1}-m_{a})(i\nabla \!\!\!/_{2}-m_{b})e^{i(p_{1}x_{1}+p_{2}x_{2})}\right]\psi _{ab}(x_{1},x_{2})}=}{\displaystyle =-{\frac {1}{(2\pi )^{4}}}\int {d^{4}x_{1}d^{4}x_{2}d^{4}x_{3}d^{4}x_{4}d^{4}x'_{3}d^{4}x'_{4}e^{i(p_{1}x_{1}+p_{2}x_{2})}\delta ^{4}(x'_{3}-x_{3})\delta ^{4}(x'_{4}-x_{4}){\overline {K}}^{ab}(x_{1},x_{2};x'_{3},x'_{4})\psi _{ab}(x_{3},x_{4})}}
Используя импульсное представление дельта-функций со штрихованными переменными мы можем переписать ядро {\displaystyle {\overline {K}}^{ab}} в импульсном представлении, а именно:
{\displaystyle {\overline {K}}^{ab}(p_{1},p_{2};p_{3},p_{4})={\frac {1}{(2\pi )^{8}}}\int {d^{4}x_{1}d^{4}x_{2}d^{4}x_{3}d^{4}x_{4}e^{i(p_{1}x_{1}+p_{2}x_{2}-p_{3}x_{3}-p_{4}x_{4})}{\overline {K}}^{ab}(x_{1},x_{2};x_{3},x_{4})}}
Используя это, мы получаем уравнение Бете-Солпитера в импульсной форме:
{\displaystyle ({\cancel {p}}_{1}-m_{a})({\cancel {p}}_{2}-m_{b})\chi _{ab}(p_{1},p_{2})=-\int {d^{4}p'_{1}d^{4}p'_{2}{\overline {K}}^{ab}(p_{1},p_{2};p'_{1},p'_{2})\chi _{ab}(p'_{1},p'_{2})}}

## Другие представления
В связи со своей общностью и тем, что оно применяется во многих разделах теоретической физики, уравнение Бете — Солпитера можно встретить в разных формах. Одной из форм, часто используемой в физике высоких энергий, является:
{\displaystyle \Gamma (P,p)=\int \!{\frac {d^{4}k}{(2\pi )^{4}}}\;K(P,p,k)\,S(k-{\tfrac {P}{2}})\,\Gamma (P,k)\,S(k+{\tfrac {P}{2}})},
где {\displaystyle \Gamma } — амплитуда Бете — Солпитера, {\displaystyle K} описывает взаимодействие двух частиц, а {\displaystyle S} — их пропагатор.
Так как данное уравнение может быть получено путём отождествления связанных состояний с полюсами S-матрицы, то его можно связать с квантовым описанием процессов рассеяния и функциями Грина.
Даже для простых систем, таких как позитроний, уравнение не может быть решено точно, хотя в принципе оно сформулировано точно. К счастью, классификация состояний может быть проведена без использования точного решения. Если одна частица гораздо массивнее другой, то задача значительно упрощается, и в этом случае решается уравнение Дирака для лёгкой частицы, находящейся, во внешнем потенциале, создаваемом тяжёлой частицей.